# Venus de fuego (película de 1949)
Venus de fuego es una película musical mexicana de 1949 escrita y dirigida por Jaime Salvador y protagonizada por Meche Barba y Fernando Fernández.

## Argumento
Un joven, empleado de una compañía de perlas, se enamora perdidamente de una mujer a la que llaman "La Venus de Fuego" y por ella se ve envuelto en un crimen. Lo acusan de asesinato y se ve obligado a huir a un lugar lejano.

## Reparto
- Meche Barba
- Fernando Fernández
- Víctor Manuel Mendoza
- Olga Guillot
- Joaquín Cordero
- Agustín Isunza
- Dolores Tinoco

## Comentarios
En esta cinta, la rumbera mexicana Meche Barba forma pareja cinematográfica por primera vez con el actor y cantante mexicano Fernando Fernández, quién se convertirá, a la larga, en su inseparable compañero de actuación en todo tipo de dramas de arrabal cabaretil.